# Antena de Oro 1991
La XX Edició dels Premis Antena de Oro, concedits el 15 de març de 1991 a l'edifici de Caixa d'Estalvis de Madrid en un acte presidit per l'alcalde de Madrid i presentat per Nieves Herrero i Curro Castillo, foren els següents:

## Televisió
- Luis Herrero, per Antena 3 Noticias del migdia, d'Antena 3 TV
- Nieves Herrero, per De tú a tú, d'Antena 3 TV
- Francisco Díez Ujados, realitzador de La Clave i El Gordo, d'Antena 3 TV
- Emilio Aragón, per VIP i VIP Noche, de Telecinco.
- Mari Carmen García Vela, presentadora d' Informe semanal, de Televisió Espanyola.
- Juan Valenzuela, productor d' Hablemos de sexo, Waku Waku i En buena hora, de Televisió Espanyola.
- Mario Camus, guionista por la sèrie La forja de un rebelde, de Televisió Espanyola.

## Ràdio
- Antonio Herrero, director d'“El primero de la mañana”, d'Antena 3 Radio.
- Curro Castillo, director de “Copejuego”, Cadena COPE.
- Carlos Herrera Crusset, presentador de “Las coplas de mi ser”, Cadena SER.
- Julio César Iglesias, presentador de “Sesión de Tarde”, Cadena SER.
- Héctor del Mar, Radio Intercontinental, per la seva trajectòria informativa al món de l'esport

## Altres
- Mercè Remolí, per España a las ocho, de Radio Nacional de España.
- Alfons Arús, per Arús con leche, d'Onda Cero Radio.
- Juan Antonio Fernández Machado, prr Directamente Encarna, de la COPE.
- Alicia Fernández Cobos, per la seva tasca com a directora de Radio 1 de Radio Nacional de España.
- Luis de Benito, per la seva tasca de direcció d'emissores d'Onda Cero Radio.